# Alliana Volkart
Alliana Volkart (San Carlos Centro, Santa Fe, 18 de septiembre de 2000) es una tiradora deportiva argentina.

Obtuvo la medalla de plata en tiro de rifle de aire en los Juegos Odesur de 2018 con solo 17 años siendo aun menor de edad, a solo una décima de lograr la preciada dorada.

## Carrera
En mayo de 2018, Volkart participó de la Campeonato Mundial de Tiro en Fort Benning, USA, donde obtuvo el primer lugar en la competencia Carabina Neumática Mujeres Jóvenes a 10 m. Si bien el evento juvenil no es reconocido oficialmente como título ISSF, el primer lugar obtenido por Volkart le sirvió para ganarse por mérito propio su participación en los Juegos Olímpicos de la Juventud 2018 que se realizaron en Buenos Aires.
Alliana Volkart participó por primera vez en unos juegos suramericanos (Odesur) a los diecisiete años en los 
Juegos Odesur de 2018 celebrados en Cochabamba, Bolivia, durante el mes de junio de 2018, 
donde logró obtener la medalla de plata en tiro, consagrándose Subcampeona Sudamericana en Carabina Neumática Mujeres.

En octubre de 2018, Volkart participó de los Juegos Olímpicos de la Juventud de Buenos Aires 2018 en donde se ubicó en la posición número 13 luego de haber obtenido 616.1 puntos.